# Димитриадева къща
Димитриадевата къща или Самаровата къща (на гръцки: Αρχοντικό Δημητριάδη,  Αρχοντικό Σαμαρά) е възрожденска къща в град Костур, Гърция.

## Местоположение
Къщата е разположена в южната традиционна махала Долца (Долцо) на улица „Ригас Фереос“ № 14.

## История
Построена е в XIX век.
В 1965 година и отново в 1981 и 1981 година къщата е обявена за паметник на културата.

## Архитектура
В архитектурно отношение къщата е забележителна сграда с интересни архитектурни, типологични и морфологични елементи. На първия етаж са запазени характерни дървени врати, подове, митри и ценна рисувана украса.